# Andrew Hudson
Pour les articles homonymes, voir Hudson.
Andrew Hudson, né le 14 décembre 1996, est un athlète jamaïcain, spécialiste du 200 mètres.

## Biographie
Lors des championnats NACAC 2022 se déroulant à Freeport aux Bahamas, il remporte le titre du 200 m en portant son record personnel à 19 s 87.
Il devient champion de Jamaïque du 200 m en 2023 (20 s 11) et obtient sa qualification pour les championnats du monde de Budapest.

## Palmarès
| Date | Compétition           | Lieu     | Résultat | Épreuve   | Temps   |
| ---- | --------------------- | -------- | -------- | --------- | ------- |
| 2022 | Championnats NACAC    | Freeport | 1er      | 200 m     | 19 s 87 |
| 2022 | Championnats NACAC    | Freeport | 3e       | 4 × 100 m | 38 s 94 |
| 2023 | Championnats du monde | Budapest | 8e       | 200 m     | 20 s 40 |

## Records
| Épreuve | Temps   | Lieu     | Date         |
| ------- | ------- | -------- | ------------ |
| 100 m   | 10 s 07 | Miramar  | 8 avril 2023 |
| 200 m   | 19 s 87 | Freeport | 21 août 2022 |